# Riedeliops rasuwanus
Riedeliops rasuwanus es una especie de coleóptero de la familia Attelabidae.

## Distribución geográfica
Habita en Nepal y  en el Tíbet (China).